# 렌즈 밝기

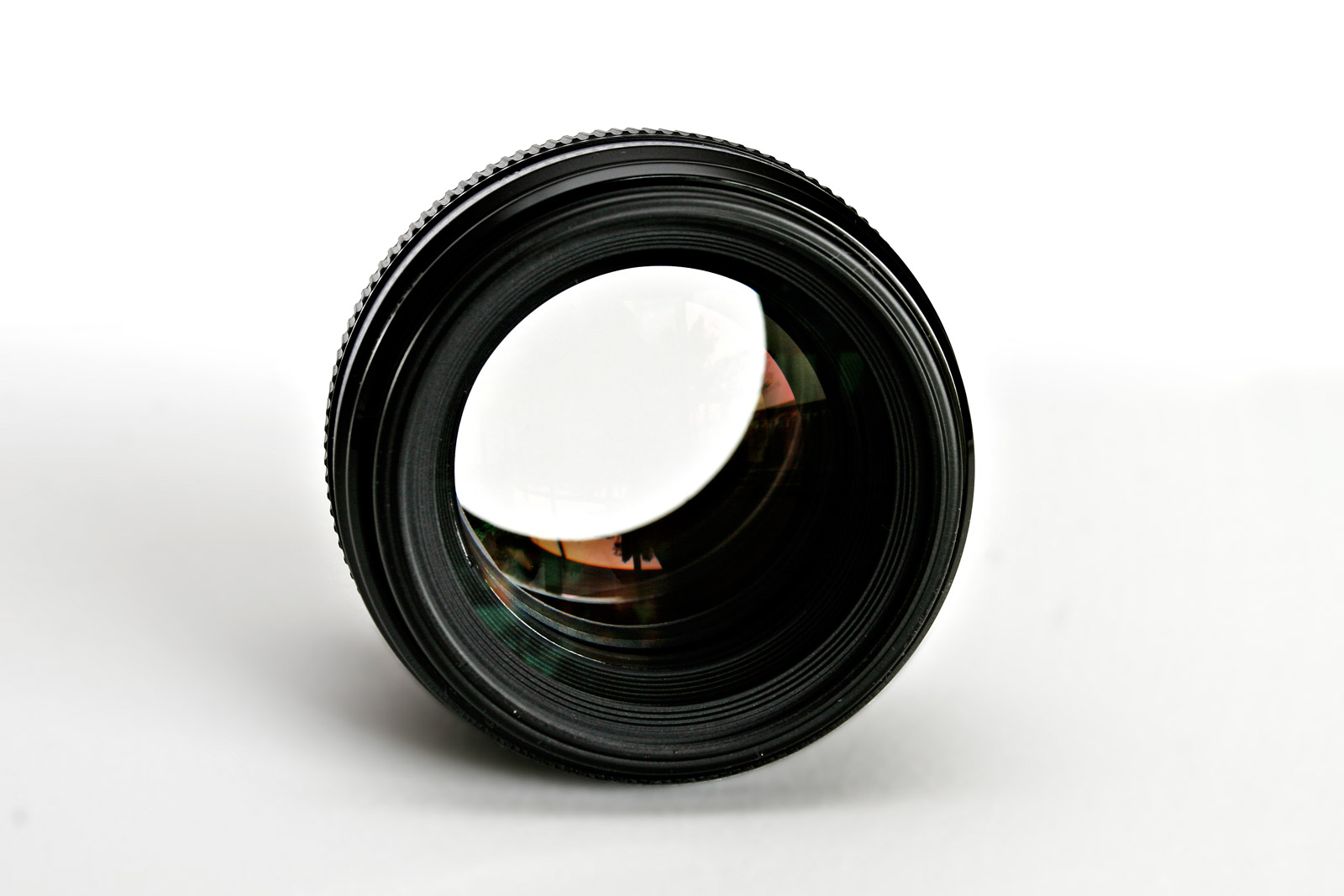
캐논 EF 85mm f/1.8, 큰 최대 조리개 개방 값을 가지고 있는 밝은 렌즈이다.

렌즈 밝기 또는 렌즈 속도(lens speed)는 렌즈의 최소 조리개 f 값과 관련된 렌즈의 특성이다. 렌즈의 밝기는 최소 조리개 f 값(최대 조리개 개방)을 말한다.
렌즈의 최대 조리개 개방 값이 클수록 (최소 조리개 f 값이 작을수록), 단위 시간당 더 많은 빛을 통과시킬 수 있으므로 렌즈가 밝다고 이야기 한다. 렌즈가 밝을수록 빠른 셔터 스피드를 확보할 수 있다. 이러한 이유로 영미권에서는 밝은 렌즈에 대해 '빠른 렌즈'(Fast Lens) 라는 표현을 쓴다.

## 밝은 렌즈들
- 칼 짜이즈 50mm f/0.70 : NASA를 위해 한정된 수만 생산된 렌즈이다. 스탠리 큐브릭 감독의 《배리 린든》 영화에 사용되었다.